# Gare du Thor
La gare du Thor est une gare ferroviaire française de la ligne d'Avignon à Miramas, située sur le territoire de la commune du Thor dans le département de Vaucluse, en région Provence-Alpes-Côte d'Azur.
Elle est mise en service en 1868 par la Compagnie des chemins de fer de Paris à Lyon et à la Méditerranée (PLM). C'est une gare de la Société nationale des chemins de fer français (SNCF) du réseau TER PACA desservie par des trains régionaux. La gare d'Avignon-Centre est à 44 kilomètres

## Situation ferroviaire
La gare du Thor est située au point kilométrique (PK) 18,876 de la ligne d'Avignon à Miramas entre les gares de Gadagne et de L'Isle - Fontaine-de-Vaucluse. Son altitude est de 53 mètres.

## Histoire
La « gare du Thor » est mise en service le 29 décembre 1868 par la Compagnie des chemins de fer de Paris à Lyon et à la Méditerranée (PLM), lorsqu'elle ouvre à l'exploitation « l'embranchement d'Avignon à Cavaillon ». Elle est ouverte aux services grande et petite vitesse et des billets d'aller et retour à prix réduit, pour Avignon, sont proposés tous les jours aux voyageurs.
La « gare du Thor » figure dans la nomenclature 1911 des gares, stations et haltes, de la Compagnie des chemins de fer de Paris à Lyon et à la Méditerranée. Elle porte le no 11 de la ligne d'Avignon à Miramas, par Salon. C'est une gare, pouvant expédier et recevoir des dépêches privées, qui dispose des services complets, de la grande vitesse (GV) et de la petite vitesse (PV), « à l'exclusion des chevaux chargé dans des wagons-écuries s'ouvrant en bout et des voitures à 4 roues à deux fonds et à deux banquettes dans l'intérieur, omnibus, diligences, etc. » et du service complet de la petite vitesse (PV).
Durant la période 1880-1881, la gare a été « complètement restaurée et modifiée en partie ».
En 1930, le trafic marchandises est de 12 200 tonnes principalement des expéditions saisonnières de primeurs. Les envois de fruits concernent essentiellement du raisin de table expédié majoritairement en Alsace-Lorraine. Pendant la période des vendanges, plus de 100 wagons partent chaque jour de la gare par trains complets.
En 1933, la gare est équipée d'un système de « bascule automatique pour chars à pont ».

## Service des voyageurs

### Accueil
Halte SNCF, elle dispose d'un bâtiment voyageurs, avec guichet, ouvert seulement le Mercredi et vendredi  fermé les autres jours.

### Desserte
Le Thor, est une gare régionale du réseau TER PACA, elle est desservie par des trains de la relation de Avignon-Centre à Marseille-Saint-Charles, ou Miramas.

### Intermodalité
Un parking pour les véhicules y est aménagé.